# 19587 Keremane
19587 Keremane este un asteroid din centura principală de asteroizi.

## Descriere
19587 Keremane este un asteroid din centura principală de asteroizi. A fost descoperit pe 13 iulie 1999 la Socorro, New Mexico, în cadrul proiectului LINEAR. Asteroidul prezintă o orbită caracterizată de o semiaxă mare de 2,92 ua, o excentricitate de 0,06 și o înclinație de 2,9° în raport cu ecliptica.